# 비단향꽃무 (드라마)
《비단향꽃무》는 2001년 3월 5일부터 2001년 5월 8일까지 방송했던 KBS 2TV 월화 드라마로 결혼식 날 불의의 사고로 남편을 잃고 혼자 아이를 키우는 미혼모를 중심으로 한 멜로 드라마 작품이었다.

## 줄거리
이영주는 고등학교 3학년이다. 학교에 교생 실습을 온 강민혁과 사랑에 빠져 주위의 반대에도 불구하고 결혼을 약속한다. 그러나 결혼식 날 민혁은 교통사고로 사망하고, 영주는 어려움 속에서도 아들 하늘이를 낳아 기르며 미혼모의 길을 선택한다. 영주의 곁에는 학창 시절부터 그를 짝사랑해온 친구이자 민혁의 동생이기도 한 우혁과, 유능하고 냉철한 변호사 김승조가 있다.

## 등장 인물

### 주요 인물
- 박진희 : 이영주 역
- 류진 : 김승조 역
- 최민용 : 강우혁 역
- 이창훈 : 강민혁 역
- 최정윤 : 금신희 역

### 주변 인물
- 선우은숙 : 이숙희 역 - 영주의 어머니
- 박근형 : 강덕수 역 - 민혁,우혁의 아버지
- 윤여정 : 안정희 역 - 승조의 어머니
- 한진희 : 김성태 역 - 승조의 아버지
- 양은용 : 유혜빈 역
- 명계남 : 유회장 역
- 여운계 : 김끝순 역
- 김보미 : 김 여사(김왕례) 역
- 박광정 : 송만득 역
- 김나운 : 차민수 역
- 김형종 : 왕경철 역
- 신태훈 : 이하늘 역

### 그 외 인물
- 서권순 : 여 여사(여경숙) 역

## 참고 사항
- 가수 우승하의 발라드곡 《비가》가 주제곡으로 쓰였다.[1]
- 최민용이 맡았던 강우혁 역은 당초 김래원이 낙점됐으나[2] 후속 프로그램 KBS 2TV 월화 드라마 《인생은 아름다워》 캐스팅 때문에 고사했다.

## 참고 자료
- 남혜자 (2001년 3월 1일). “새 월화드라마 >> 제2TV '비단향꽃무' - "당당하게 살아가는 미혼모는 아름답다"”. KBS저널. 2007년 1월 25일에 원본 문서에서 보존된 문서. 2007년 11월 29일에 확인함.
- 조준상 기자 (2001년 3월 2일). “K-2TV 20부작 '비단향꽃무' 박진희”. 한겨레. 2001년 3월 4일에 원본 문서에서 보존된 문서. 2007년 11월 29일에 확인함.
- 조준상 기자 (2001년 3월 9일). “[방송] '비단향꽃무' 박진희의 두남자 류진↔최민용”. 한겨레. 2005년 8월 16일에 원본 문서에서 보존된 문서. 2008년 1월 18일에 확인함.